# Перетягин, Александр Владимирович
Александр Владимирович Перетягин (2 февраля 1992) — российский саночник, выступающий за сборную России с 2012 года. Серебряный призёр чемпионата Европы 2015 года в одиночных соревнованиях.

## Спортивная карьера
Стаж в национальной команде - 6 лет. Лучшие результаты - 3-е место на первенстве Европы (2010-2011), 2-е место в общем зачёте юниорского кубка мира (2010-2011). Стаж в санном спорте - 10 лет.
Александр Перетягин — воспитанник СДЮСШОР «Огонёк» (Чусовой). Тренер - Иванов И.В, первый тренер - Иванова Т.А. 
В 2011 году Перетягин стал вторым в общем зачете юниорского кубка мира, трижды на пьедестал почета поднявшись на его этапах. В 2012-м выиграл один из этапов этого кубка, в австрийском Иглсе, в общем зачете заняв 5-е место.
В 2012 году уже на чемпионате мира среди юниоров в немецком Кёнигзе был четвёртым. В сезоне 2012/13 вошёл в основной состав сборной России.
Участник Олимпийских игр 2014 года в Сочи, где показал 7-й результат.